# Vicente López i Planes
Alejandro Vicente López i Planes (Buenos Aires, 3 de maig de 1785 – 10 d'octubre de 1856) fou un escriptor i polític argentí que va exercir la presidència de la Nació entre el 7 de juliol i el 18 d'agost de 1827. També fou l'autor de la lletra de l'Himne Nacional Argentí, adoptat l'11 de maig de 1813.